# توس کو
توس کو (انگلیسی: Tose Co) شرکت بازی ویدئویی ژاپنی است، که در سال ۱۹۷۹ تأسیس شد.